# (16051) Bernero
(16051) Bernero (1999 JF36) – planetoida z grupy pasa głównego asteroid okrążająca Słońce w ciągu 4,57 lat w średniej odległości 2,75 j.a. Odkryta 10 maja 1999 roku.